# Сабха (город)
Сабха, ранее — Се́бха (араб. سبها‎ — Sabhā) — город в юго-западной части Ливии в оазисе Себха с населением в 100 000 человек. Исторически город являлся столицей региона Феццан, сейчас является столицей муниципалитета Сабха.

## География
Город расположен на востоке пустыни Аубари на берегу живописного озера, окружённого пальмовыми зарослями. Известен также своим фортом, который изображён на ливийской банкноте достоинством в десять динар. Это последний форт, построенный во время итальянской колонизации Африки. В настоящее время форт используется ливийской армией.
Достопримечательности города и окрестностей привлекают туристов из-за рубежа, которые пользуются как наймом и прокатом джипов, так и традиционным способом передвижения по пустыне (на верблюдах).

## Транспорт
Через Сабху проходит транс-африканский автодорожный маршрут  шоссе Триполи-Кейптаун. Сабха является одиннадцатым по величине городом страны, а также крупнейшим в регионе транспортным узлом воздушного и автомобильного сообщения. Для транспортировки железной руды предполагается строительство железной дороги до морского порта Мисрата. В городе находится военная база Ливийских вооружённых сил.

## Интересные факты
- В своём докладе за 2004 год Международное агентство по атомной энергии упоминает Сабху в связи с Ливийской ядерной военной программой.
- В Сабхе Каддафи объявил о «заре эры масс».